# ラクスジェン
ラクスジェン（Luxgen、納智捷）とは、台湾の自動車メーカー、裕隆汽車が展開する高級車ブランド。
英語で「高級」を意味する「Luxury」と「天才、優秀」を意味する「Genius」を掛け合わせた造語である。

## 概要
1953年の設立以来、長きにわたって日産自動車と技術提携をしてきたが、2003年に日産車の製造部門を裕隆日産汽車として独立（分社化）させたため、新たなる提携先を模索した結果、2005年7月にアメリカのゼネラルモーターズ（GM）と共同で「裕隆通用汽車股份有限公司 (Yulon General Motors)」を設立し、キャデラック、ビュイック、オペルの各ブランドの車種の販売をスタートさせた。
しかし、その後の2008年12月にGMとの資本提携を解消したことにより、2009年1月に台湾初のオリジナルブランドであるラクスジェンを立ち上げることとなった。
2014年12月には、元日産のエンジニアで日産・GT-Rの初代開発主管を務めた水野和敏を、同ブランドの開発担当子会社である「HAITEC（華創車電技術中心）」の開発担当副社長（兼日本法人社長）に迎えた（2019年11月に退職）。水野を招聘した理由についてはHAITEC総経理（社長）の李俊忠自らが「開発スタッフの士気と経験値を高め、技術レベルを引き上げることで、ラクスジェンブランドの確立を目指したいと思ったから」とコメントしている。
極度の販売不振がたたり、2020年11月には中国本土から撤退したため、現在は台湾市場のみでの販売である。
2022年、ブランドロゴを一新。
なお、ラクスジェンにおいては取り扱いディーラーを「汽車生活館」と呼んでおり、総じて日産ディーラーと隣り合わせに設置されることが多い。

## 特徴
全車共通の特徴として、HTCと共同開発した「THINK+」と呼ばれる情報端末を搭載。ナビゲーションシステムとしての役割のほか、通話やインターネットへの接続機能も備えられている。
また、内外には複数のカメラが装着されており、ドアミラーに付いたカメラで側方を確認できる「Side View+」、上空から見回したように辺りを確認できる「Eagle View+」（機構的には日産車に搭載されるアラウンドビューモニターに近い）などが搭載されているほか、車線逸脱防止支援システムの「LDWS+」や、夜間の視界補助機能である「Night Vision+」などといった先進安全技術も搭載されている。

## ラインナップ
2023年5月現在、台湾内で販売しているのはURXとU6、N7のみである。
生産は裕隆汽車苗栗工場。過去には東風汽車との合弁事業で中国本土でも現地生産されていた。
車型をアルファベット、車格をアラビア数字で表す車名としている。
- ラクスジェン・URX NEO（英語版）　※

2019年10月に発表された中型クロスオーバーSUV。ラクスジェンのラインナップで最も新しい車種。台湾市場で販売されるSUVで唯一、福祉車両の設定がある。2022年の大幅改良時に「NEO」のサブネームがついた。

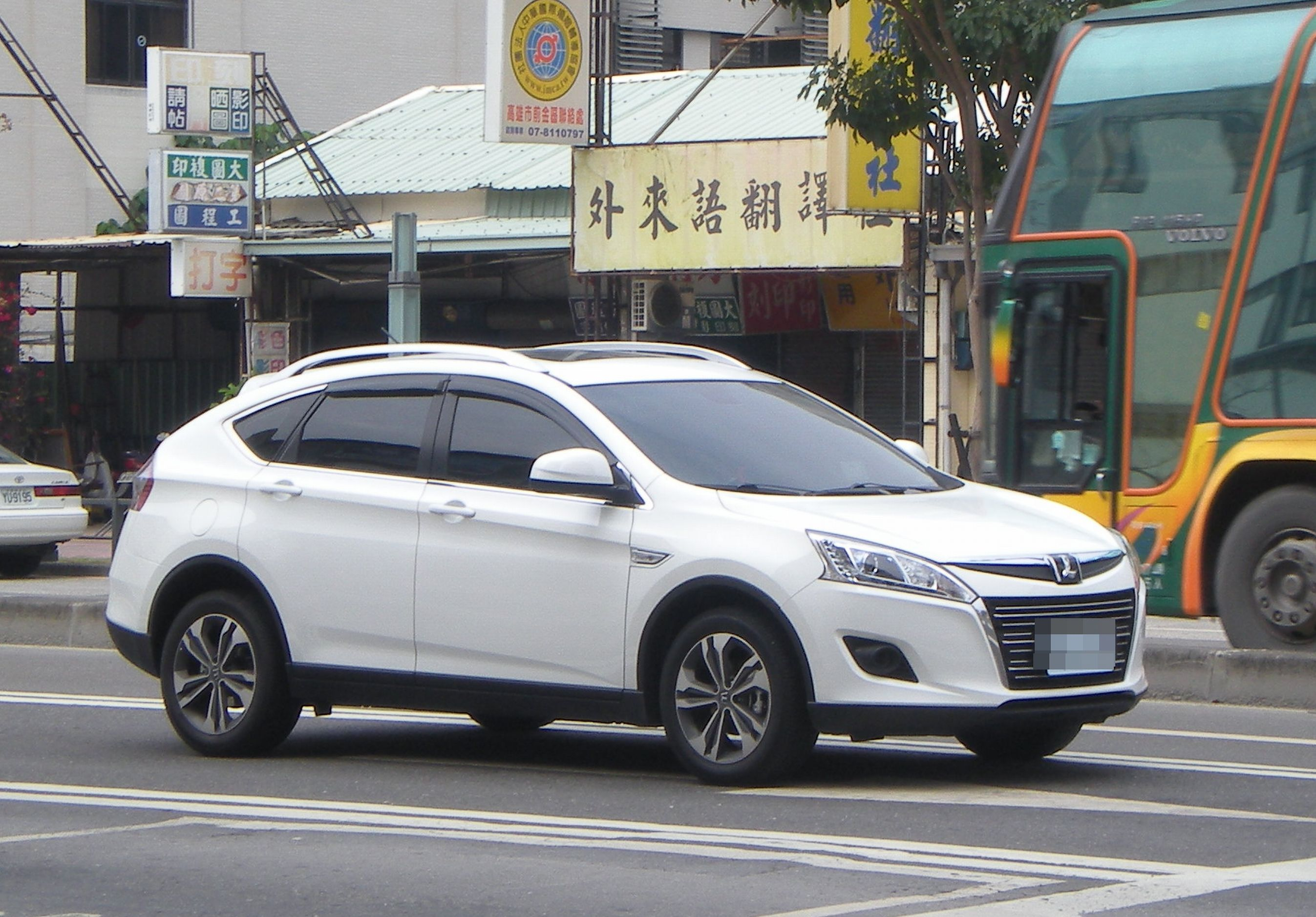
ラクスジェン・M7ターボ/M7 EV+/V7ターボ
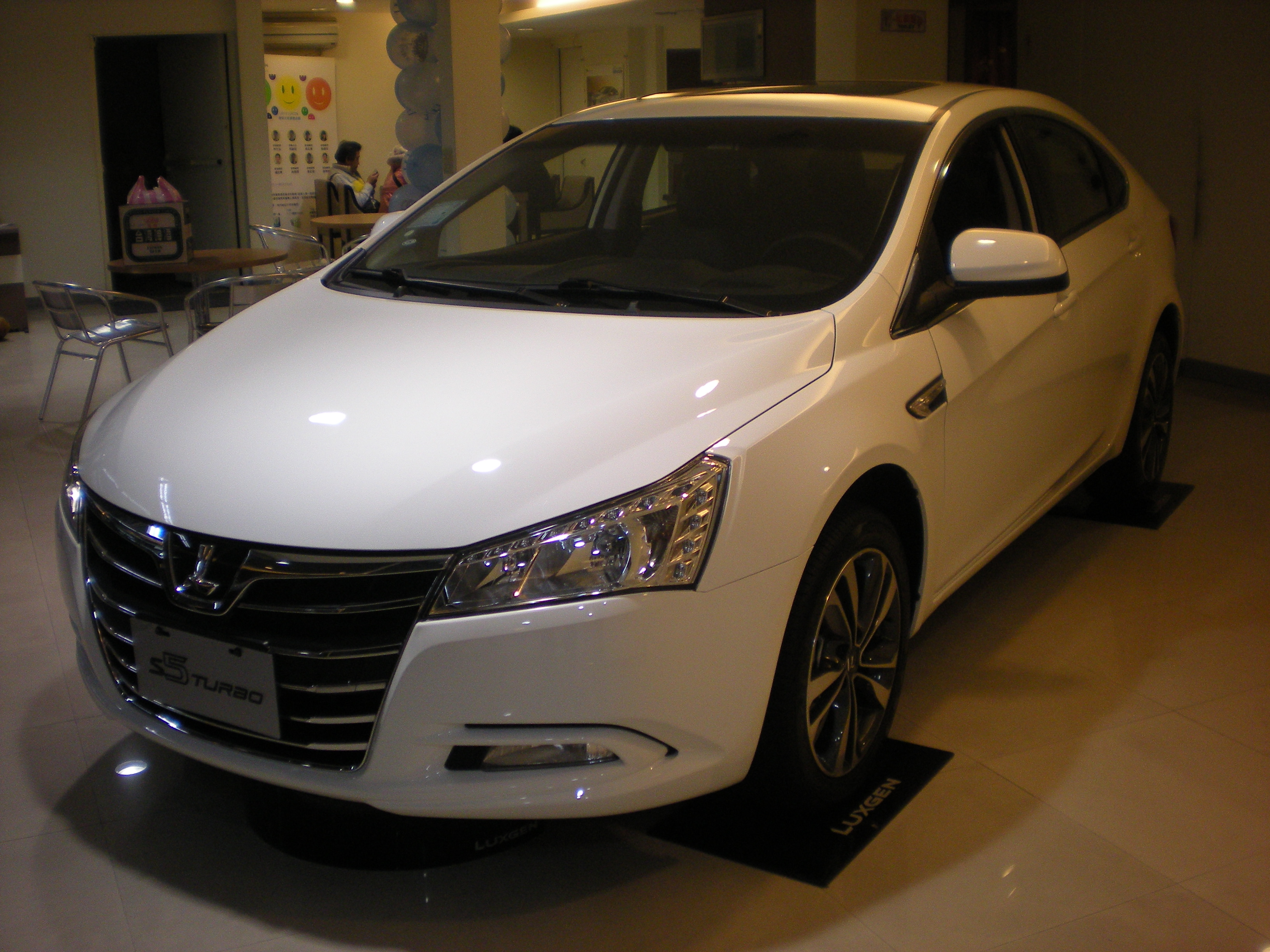
S5ターボ

2009年8月に発表したミニバン（MPV）。EV+は電気自動車である。2014年4月の改良時に「7MPV」「7 EV+」から改称。V7ターボはM7ターボをベースに、車椅子のまま乗車できるようハイルーフ化によって室内高を引き上げ、スロープを装備した派生車種。
- ラクスジェン・U7ターボ

2010年5月に発表された大型クロスオーバーSUV。2013年9月の改良時に「7SUV」から改称。
- ラクスジェン・U6 NEO　※

2013年11月に発表された中型クロスオーバーSUV。S5ターボをベースとしている。2023年5月の大幅改良時に「NEO」のサブネームがついた。
- ラクスジェン・U5（英語版）

2017年8月に発表された小型クロスオーバーSUV。S3をベースとしている。
- ラクスジェン・S5ターボ

2011年12月に発表され、2012年4月より発売開始された同ブランド初の4ドアセダン。2013年12月の改良時に「5SEDAN」から改称。
- ラクスジェン・S3

2016年5月に発表されたラクスジェン最小車種。
- ラクスジェン・N7

2022年9月に発表され、2023年下半期より供給開始。鴻海精密工業と共同開発した同ブランド初のEV。
- U6ターボ
- S5ターボ